# Wojskowa Akademia Sił Powietrznych
Wojskowa Akademia Sił Powietrznych im. Jurija Gagarina (ros. Военно-воздушная академия имени Ю. А. Гагарина) – radziecka i rosyjska uczelnia wojskowa w Monino, kształcąca oficerów na potrzeby sił powietrznych.
Akademię rozwiązano rozkazem Ministra Obrony Federacji Rosyjskiej nr 1136 z 12 lipca 2011. Kształcenie kontynuowano w Wojskowym Lotniczym Uniwersytecie Inżynieryjnym w  Woroneżu. 